# Andesklauwiercotinga
De andesklauwiercotinga (Laniisoma buckleyi) is een Zuid-Amerikaanse vogel die zowel lijkt op een continga als op een klauwier. Enige verwantschap met de cotinga's is er wel, maar niet met de klauwieren. Deze vogel is genoemd naar zijn ontdekker, de Engelse zoöloog Clarence Buckley.

## Verspreiding en leefgebied
Het is een vogel van tropisch regenwoud die voorkomt in het westen van Zuid-Amerika waar de vogel montaan bos bewoont op hoogten tussen de 400 en 1800 m boven de zeespiegel. Vooral in Peru is het leefgebied boven de 900 m nog redelijk intact. Binnen dit verspreidingsgebied worden drie ondersoorten beschreven:
- L. b. venezuelense (Noordoost-Colombia en Noordwest-Venezuela)
- L. b. buckleyi (Oost-Ecuador en Oost-Peru)
- L. b. cadwaladeri (Noordwest-Bolivia)

## Status
Het verspreidingsgebied van de andesklauwiercotinga is groot, daarom is de kans op de status kwetsbaar (voor uitsterven) gering. De grootte van de populatie is niet gekwantificeerd. De vogel is zeldzaam en het aantal gaat achteruit. Het tempo ligt onder de 30% in tien jaar (minder dan 3,5% per jaar). Om deze redenen staat deze vogel als niet bedreigd op de Rode Lijst van de IUCN.